# Fuglebjerg (plaats)
Fuglebjerg is een plaats en voormalige gemeente in Denemarken.

## Voormalige gemeente
De oppervlakte bedroeg 140,6 km². De gemeente telde 6582 inwoners waarvan 3323 mannen en 3259 vrouwen (cijfers 2005).
Na de herindeling van 2007 werden de gemeentes Fuglebjerg, Fladså, Holmegaard en Suså bij Næstved gevoegd.

## Plaats
De plaats Fuglebjerg telt 2001 inwoners (2008). De plaats wordt voor het eerst genoemd in 1370 als Withfuglebyergh, in 1527 als Vedtfugleberge en in 1613 als Fuglebierg.